# Largogo (Yaba)
Pour les articles homonymes, voir Largogo.
Largogo est une commune située dans le département de Yaba de la province du Nayala au Burkina Faso.